# Дървесна боа от Вирджинските острови
Дървесната боа от Вирджинските острови (Epicrates monensis) е вид змия от семейство Боидни (Boidae). Видът е застрашен от изчезване.

## Разпространение
Разпространен е в Американски Вирджински острови, Британски Вирджински острови и Пуерто Рико.